# Ostrov Federace
Ostrov Federace je investiční projekt na výstavbu umělého ostrova v Černém moři u města Soči. Název je odvozen od tvaru ostrova, který kopíruje hranice Ruské federace. Původně se dokončení plánovalo v roce 2014 před zahájením Zimních olympijských her, což se nepodařilo. Nový plán směřuje k roku 2020.
Na uměle vytvořené ploše, chráněné vlnolamy, budou podobně jako na dubajském umělém ostrově The World postaveny hotely, byty, vily, obchody, obchodní a zábavní centra, rekreační a sociální zázemí. Všechny silnice a parkoviště budou situovány do podzemí, a na povrchu budou pouze nízkopodlažní budovy a zeleň. Ostrov má být schopen pojmout 40 000 návštěvníků, a má tak odlehčit centrálním oblastem Soči, snížit dopravní zátěž a to zejména při významných událostech.
Nový projekt byl veřejnosti představen na mezinárodním investičním fóru v roce 2007 v Soči, kde byl oceněn prezidentem Putinem a členy ruské vlády jako velmi ambiciózní. Na fóru byla zároveň podepsaná třístranná dohoda mezi vedením Krasnodarského kraje, projektantem firmou "M - Industria" z Petrohradu a investorem finanční skupinou "Allied Business Consultants" ze Spojených arabských emirátů. Podle smlouvy se bude firma M - Industria po dokončení podílet na 30 % zisku z komplexu. Ostrov bude fungovat jako lázeňsko-rekreační a mořské letovisko. Odhadované náklady na projekt jsou 155 miliard rublů.

## Poloha ostrova
Ostrov se má rozkládat ve vodách Černého moře naproti pohoří Achun, 13 km od letiště Adler a 14 km od centrálního vlakového nádraží. Spojení s pevninou obstarají dva tunely, které spojí ostrov s dálnicí M 27, most pro pěší a přístav. Umístění ostrova nedaleko Soči zajistí mírné subtropické klima.
Nedaleko se nachází horská pohoří pokrytá sněhem, na úbočí a v údolích se rozkládají věčně zelené lesy, vinice a čajové plantáže. Pohoří chrání budoucí ostrov od studených větrů ze severu, a Černé moře zajišťuje dlouhá teplá léta a mírné zimy.

## Charakteristika projektu
Plánovaná délka souostroví je 2,5 kilometru, šířka 1,5 kilometru, vzdálenost od pobřeží od 150 metrů. Celková plocha ostrova federace bude 250 hektarů, a pojme až 40 tisíc hostů.
Ostrov by měl být rozdělen na rekreační část s restauracemi, hotely, parky a pěšími zónami, tělocvičnami, bázeny a přístavem pro jachty; obytnou část s vilami, byty, obchody a servisními objekty; společensko obchodní část s obchodními komplexy, kongresovým centrem, výstavní síní a na zázemí (škola, školka, poliklinika, hasiči, policie).